# 王筵
王莚（1526年—？），字子才，號松谷，河南汝寧府光州商城縣人，民籍，明朝政治人物。

## 生平
嘉靖四十年（1561年）辛酉科河南鄉試第十一名舉人。隆慶五年（1571年）中式辛未科會試第三百五十七名，三甲第二百九十二名進士。吏部觀政，授中书舍人，萬曆三年（1575年）升兵部职方司员外郎，七年五月升四川按察司佥事，十年正月升陕西苑馬寺少卿兼佥事，十二年患病致仕。

## 家族
曾祖王惠；祖父王銘，封承德郎戶部主事；父王浙，四川威茂道副使。母曾氏（封安人）。具庆下。弟王蓯，臨洮府同知，年未艾即致政。王荍，吳堡知縣。從弟王梓（贡士）。